# Sarcophaga meiofilosia
Sarcophaga meiofilosia är en tvåvingeart som beskrevs av Pape, McKillup och McKillup 2000. Sarcophaga meiofilosia ingår i släktet Sarcophaga och familjen köttflugor. Inga underarter finns listade i Catalogue of Life.